# Vukics Ferenc
Vukics Ferenc (Jászberény, 1973. április 18. –) magyar hivatásos katona, alezredes, katonai és biztonságpolitikai szakértő, a Nemzeti Közszolgálati Egyetem tanára, a Baranta harcművészeti stílus megalkotója

## Életpályája
1973-ban született Jászberényben, gyermekkorát Pat (Magyarország) községben töltötte. Katonai pályafutását 1987-ben a Zalaegerszegi Honvéd Kollégium növendékeként kezdte meg. Felsőfokú tanulmányait a Kossuth Lajos Katonai Főiskolán, majd a Zrínyi Miklós Nemzetvédelmi Egyetemen végezte.
1991-ben kezdte kutatni a hagyományos magyar harci testkultúra témakörét, erre alapozva 1996-ra állt össze az első baranta csapat. A 2000-es évekre alkotta meg a baranta képzési- és fokozatrendszerét.
Munkásságáért 2007-ben kapta meg A Magyar Kultúra Lovagja kitüntetést.